# Płoszczad´ Riewolucyi
Płoszczad´ Riewolucyi (ros. Площадь Революции – plac Rewolucji) – stacja moskiewskiego metra linii Arbacko-Pokrowskiej (kod 045). Nazwana od pobliskiego placu Rewolucji. Istnieje tutaj możliwość przejścia na stacje Ochotnyj Riad linii Sokolniczeskiej i Teatralnaja linii Zamoskworieckiej. Wyjścia prowadzą na ulice: Nikolskaja, Bogojawlenskij pierieułok, plac Rewolucji. Powstała w drugim etapie budowy metra na odcinku Aleksandrowskij Sad – Kurskaja.

## Konstrukcja i wystrój
Jednopoziomowa stacja typu pylonowego z trzema komorami i jednym peronem. Między kolumnami jest 18 przejść do naw z torami (początkowo było 20). Pomiędzy łukami umieszczono 76 rzeźb z brązu przedstawiających lud sowiecki symbolizujących jego chwalebną przeszłość i wielką przyszłość (początkowo było ich 80, ale 4 usunięto, aby zrobić miejsce na przejście). Hall stacji wykonany z labradorytu wykończono w czarnym marmurze z armeńskiej miejscowości Dawału (od 1935 wieś Ararat) ze wstawkami z czerwonego, złotego, białego i szarego marmuru. Wewnątrz wschodniego westybulu otwartego 21 grudnia 1947 znajdowała się płaskorzeźba „Stalin i Konstytucja” (Сталин и конституция), którą potem usunięto.